# Avgolida
Avgolida (in greco Αυγολίδα?, scritto anche Αβγολίδα; in turco Kurtuluş) è un villaggio di Cipro, situato a nord-est di Trikomo. Il villaggio si trova de facto nel distretto di Iskele della Repubblica Turca di Cipro del Nord, mentre de iure appartiene al distretto di Famagosta della Repubblica di Cipro. Avgolida è sempre stato abitato prevalentemente da turco-ciprioti. 
La popolazione del villaggio nel 2011 era di 106 abitanti.

## Geografia fisica
Avgolida è un villaggio turco-cipriota situato nella bassa penisola del Karpas. Esso è situato nell'entroterra, a cinque km dal villaggio di Boghaz.

## Origini del nome
Il significato del nome è oscuro, ma Goodwin suggerisce che potrebbe essere legato alla parola "uova" in greco ("avga"). I turco-ciprioti nel 1959 adottarono il nome alternativo Kurtuluş , che significa "Liberazione" in turco.

## Società

### Evoluzione demografica
Durante il periodo britannico il villaggio era abitato prevalentemente da turco-ciprioti. Il numero di greco-ciprioti nel villaggio oscillò tra le 4 e le 11 persone fino al 1946, dopo di che i greci abbandonarono il villaggio. Durante la prima metà del XX secolo, la popolazione del villaggio aumentò considerevolmente da 77 abitanti nel 1901 a 155 nel 1946 (tutti turco-ciprioti). Essa scese significativamente dopo il 1946, passando da 155 abitanti in quell'anno a 115 nel 1960.
Della sua popolazione originale nessuno fu sfollato; tuttavia nel 1964, il villaggio accolse i turco-ciprioti sfollati, principalmente da Monarga. Dal 1964 al 1974, fece amministrativamente parte dell'enclave turco-cipriota di Mehmetçik. Il geografo politico Richard Patrick stimò la popolazione del villaggio a 144 persone nel 1971. Egli riporta che in quell'anno c'erano 20 turco-ciprioti sfollati che vivevano ancora ad Avgolida.
Oggi il villaggio è abitato principalmente dai suoi abitanti originali. Alcuni turco-ciprioti sfollati che si sono rifugiati nel villaggio negli anni '60 sono rimasti lì. Il censimento turco-cipriota del 2006 poneva la popolazione a 85 persone.